# Stade du Prince Abdullah Al-Faisal
Le stade du Prince Abdullah Al-Faisal (en arabe : استاد الأمير عبد الله الفيصل) est un stade situé dans le port de Djeddah, en Arabie saoudite. Le stade est placé dans le sud-est de la ville, entre le palais du Roi Abdulaziz, l'Université et la zone industrielle. Il est accessible à l'est par la voie express Jeddah-Makkah et au sud, par la rue de Stade,.

## Construction
Le stade a été construit en 1970 avec une capacité de 23,000 spectateurs. 

## Composition
Il fait partie d'un complexe sportif municipal qui inclut une arène intérieure et un centre de sports nautiques. Sa structure contient deux tribunes principales: La tribune couverte ouest, est entièrement assise avec un quartier VIP et la tribune centrale où l'on trouve les babines dites "médiatiques" .  Un grand tableau d'affichage est placé sur le bord du nord du stade. 

## Rénovation
Vers la fin de l'année 2009, des travaux augmentent sa capacité à 37 000 spectateurs.

## Évènements
- Coupe arabe des nations de football 2012
- Coupe du monde des clubs de la FIFA 2023
- Coupe d'Asie des nations de football 2027